# Nils Jönsson Oxenstierna
Nils Jönsson Oxenstierna (* zwischen 1390 und 1394; † 1450 oder 1451) war ein schwedischer Adliger aus dem Geschlecht Oxenstierna und Reichsverweser im Jahr 1448. Sein Vater war der Reichsrat Erik Nilsson (Oxenstierna).
Er war von 1441 Ritter, ab spätestens 1432 Reichsrat, Hauptmann auf Schloss Borgholm 1436, Hauptmann auf Stäkeholm, mindestens von 1438 an und Hauptmann auf Nyköpingshus, mindestens ab 1442 bis 1448 oder 1449. In den Monaten Januar bis Juni 1448 war er zusammen mit seinem Bruder Bengt Jönsson Oxenstierna Reichsverweser in Schweden.
Im Jahr 1418 erwarb er eine Insel, welche heute unter dem Namen Gamla Djursholm bekannt ist. Dort baute er einen großen Herrensitz, welcher durch seine Lage, über einen natürlichen Burggraben und auch die Kontrolle über einen Teil des Schiffsverkehrs nach Stockholm und andere Teile des Landes, verfügte. Zusätzlich erwarb er Land auf dem Festland und gründete das Schloss Djursholm.

## Ehefrauen
1. Kristina Ivarsdotter
2. Kristina Petersdotter
3. Katarina Karlsdotter